# Fenerbahçe (Isztambul)

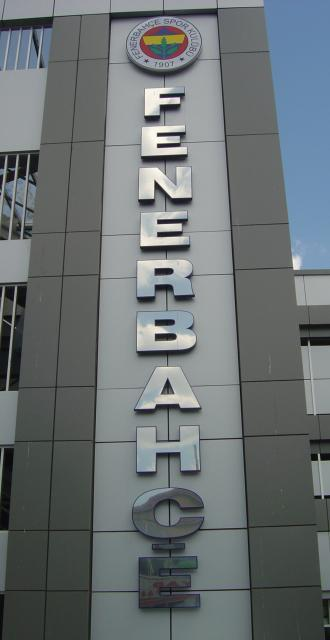
A Fenerbahçe SK stadionjának felirata

Fenerbahçe Isztambul Kadıköy kerületének egyik mahalléja, róla nevezték el a város egyik leghíresebb sportegyesületét, a világhírű labdarúgó csapattal rendelkező Fenerbahçe Spor Kulübüt. 
Fenerbahçe a Márvány-tengerbe nyúló, azonos nevű félszigeten fekszik, nevét az 1562-ben ide épített világítótoronyról kapta (fener: világítótorony, bahçe: kert).

## Külső hivatkozások
- Fenerbahçe: Kadıköy kerület honlapján[halott link] (törökül)